# Maria Malibran
Maria Malibran, nascida María Felicia García Sitches (Paris, 24 de março de 1808 – Manchester, 23 de setembro de 1836) foi uma cantora lírica (mezzosoprano) francesa de ascendência espanhola, que se tornou a diva mais famosa, ainda atualmente, da primeira metade do século XIX, e que pertencia à talentosa família musical dos García, da qual fez parte a também célebre cantora — e sua irmã — Pauline Viardot-García.

## Vida e carreira
O famosíssimo tenor e professor de canto Manuel García, seu pai, era conhecido pela dureza com que comandou o aprendizado de canto da filha, permitindo que ela cantasse canções suas para amigos, mas depois a confinando para que se dedicasse totalmente aos estudos. Com apenas quatro anos, a pequena Maria já acompanhava a vida itinerante de sua família musical pela Inglaterra, França e Itália, e aos oito apareceu pela primeira vez nos palcos, ao lado do pai, na Agnese de Paër.
Malibran cantou uma protagonista de ópera pela primeira vez aos 17 anos, em 1825, em Londres, como Rosina de O Barbeiro de Sevilha, substituindo outra célebre cantora da época, Giuditta Pasta (1797-1865). Durante sua carreira, cantou e se radicou freqüentemente na Inglaterra.
Logo após seu primeiro sucesso, como Rosina de O Barbeiro de Sevilha, viajou para Nova York com a trupe de seu pai, que consistia principalmente de membros da família, onde também obteve grande êxito. Cantou Zerlina na estréia estadunidense do Don Giovanni de Mozart. Ali conheceu e, por insistência do pai e contra sua vontade, casou com o empresário François Eugene Malibran, 28 anos mais velho que ela — segundo alguns, o pai a teria forçado por interesse em uma promessa de recompensa de 100 000 francos. Seu esposo, entretanto, faliu logo após o casamento e chegou a ser preso, o que levou à separação deles. Malibran, que havia parado de cantar, voltou a fazer concertos, organizando ela própria alguns na Filadélfia.
Em 1826, Maria voltou à Europa e abandonou o marido, onde iniciou uma carreira de grande sucesso, em especial, na Itália, França e Inglaterra, destacando-se sobretudo no repertório de Gioacchino Rossini — que se tornou amigo e colaborador dela — em óperas como Semiramide, Tancredi, La Cenerentola e Otello. A partir de 1830 e durante mais seis anos, mesmo antes de obter de fato a anulação do seu curto matrimônio, teve um relacionamento estável com o violinista belga Charles de Bériot, tendo com ele dois filhos, dos quais um morreu, restando um filho.
Em 1832, ela cantou seu primeiro Romeo, de I Capuleti e i Montecchi, em Bolonha, tornando-se a partir de então uma grande intérprete de Bellini. Em 1834, cantou sua primeira Norma e, em 1835, participou da estréia mundial da Maria Stuarda de Donizetti. Nesse debute, desafiou a censura imposta à obra e cantou passagens do texto consideradas incendiárias. Em 1834, mudou-se para a Inglaterra, sendo aclamada em performances em Londres.
Em 1836, obteve o divórcio do antigo marido pelas leis francesas, casando-se em março com Bériot. Um mês depois, todavia, sofreu uma queda de cavalo, mas se recusou a consultar um médico e continuou a se dedicar à carreira. Chegou a fazer três concertos consecutivos em Manchester, sentindo grande dor, e realizou, em 27 de maio do mesmo ano, a estréia mundial da ópera The Maid of Artois, composta para ela pelo seu amigo Michael Balfe, com quem cantara várias vezes e que assim cumpria uma promessa feita a ela. Sua saúde foi progressivamente piorando por conseqüência da queda, e ela acabou morrendo em 23 de setembro daquele ano, em Manchester.

## Voz e legado
Durante os seus anos de fama, Malibran conquistou a admiração de diversos compositores, como Gaetano Donizetti, Vincenzo Bellini, Felix Mendelssohn, Frédéric Chopin e Franz Liszt. Donizetti escreveu para ela sua Maria Stuarda; Bellini para ela compôs uma nova versão de I Puritani e de La Sonnambula, adaptada à tessitura mais grave da artista, e Mendelssohn, a ária de concerto Infelice! com acompanhamento de violino para ela e seu amante Charles de Bériot. O antigo Teatro di San Giovanni Crisostomo, em Veneza, foi rebatizado como Teatro Malibran em sua homenagem.
Malibran é mais estreitamente associado com as óperas de Rossini — ela cantou, entre outros, Tancredi (papel-título), Otello (ambos Desdêmona e papel-título), Il Turco in Italia, La Cenerentola, e Semiramide (ambos Arsace e papel-título), mas Também cantou em crociato Meyerbeer Il em Egitto e alcançou grande sucesso nas óperas de Bellini Norma, La Sonnambula e I Capuleti ei Montecchi (Romeo). Além de Romeu Bellini, ela também apresentou o mesmo personagem em duas outras óperas então famoso: Giulietta e Romeo por Zingarelli e Giulietta e Romeo por Vaccai. Bellini escreveu uma nova versão de seu I Puritani a adaptá-la à sua voz, até prometeu escrever uma nova ópera especialmente para ela, mas ele morreu antes que ele fosse capaz. O intervalo Malibran de conforto vocal foi extremamente amplo, a partir de G abaixo de C médio para E-agudo (G3–E6), e sua extrema variedade alargada de D3–G6 em Altissimo, que lhe permitiu facilmente cantar papéis para contralto, bem como soprano coloratura. Seus contemporâneos admiravam intensidade emocional Malibran no palco. Rossini, Donizetti, Chopin, Mendelssohn e Liszt estava entre seus fãs. O pintor Eugène Delacroix, porém, acusou-a de falta de refinamento e classe, e de tentar "apelo às massas que não têm gosto artístico." Descrevendo a sua voz e técnica, o crítico francês Castil-Blaze escreve: "A voz Malibran foi vibrante, cheia de brilho e vigor. Sem nunca perdeu seu timbre lisonjeiro, esse veludo que, dada sua sedução tanto em árias de concurso e apaixonada. […] Vivacidade, a precisão, subindo cromatismo é executado, arpejos, linhas vocais gritantes de força, graça ou faceirice, […]".
Em 2007, a mezzo-soprano italiana Cecilia Bartoli lançou um novo álbum, intitulado Maria, em homenagem à diva franco-espanhola, iniciando também uma turnê em vários locais do mundo acompanhada de um museu móvel com pertences de Maria Malibran e informações sobre ela, o que atraiu nova atenção para essa legendária diva.